# Gimma (lied)
Gimma is een lied van de Nederlandse rapper Josylvio. Het werd in 2019 als single uitgebracht en stond in hetzelfde jaar als derde track op het gelijknamige album.

## Achtergrond
Gimma is geschreven door Monsif Bakkali en Joost Theo Sylvio Yussef Dowib en geproduceerd door Monsif. Het is een nummer uit het genre nederhop. Het is een lied dat gaat over geld verdienen met rappen en over hoe de toenmalige rapscene was. Het lied werd geschreven tijdens een schrijverskamp in Los Angeles. Het nummer werd bij radiozender NPO FunX uitgeroepen tot DiXte track van de week.
Het was de eerste single van de artiest in 2019. Op de B-kant van de single is een instrumentale versie van het nummer te vinden. De single heeft in Nederland de platina status.

## Hitnoteringen
De rapper had succes met het lied in de hitlijsten van het Nederlands taalgebied. Het kwam tot de eerste plaats van de Single Top 100 en stond één week op deze plek. In totaal stond het achttien weken in de hitlijst. De Top 40 werd niet bereikt; het lied bleef steken op de tweede plaats van de Tipparade. Ook in de Vlaamse Ultratop 50 was er geen notering. Hier kwam het tot de elfde plek van de Ultratip 100.